# Halesowen Town FC
Halesowen Town FC (celým názvem: Halesowen Town Football Club) je anglický fotbalový klub, který sídlí ve městě Halesowen v metropolitním hrabství West Midlands. Založen byl v roce 1873. Od sezóny 2018/19 hraje v Southern Football League Premier Division Central (7. nejvyšší soutěž). Klubové barvy jsou modrá a bílá.
Své domácí zápasy odehrává na stadionu The Grove s kapacitou 3 150 diváků.

## Získané trofeje
- FA Vase ( 2× )
  - 1984/85, 1985/86
- Worcestershire Senior Cup ( 4× )
  - 1951/52, 1961/62, 2001/02, 2003/04
- Birmingham Senior Cup ( 2× )
  - 1983/84, 1997/98
- Staffordshire Senior Cup ( 1× )
  - 1988/89

## Úspěchy v domácích pohárech
Zdroj: 
- FA Cup
  - 1. kolo: 1955/56, 1985/86, 1986/87, 1987/88, 1988/89, 1989/90, 1990/91, 1991/92, 2004/05
- FA Trophy
  - 3. kolo: 1994/95, 1999/00, 2002/03
- FA Vase
  - Vítěz: 1984/85, 1985/86

## Umístění v jednotlivých sezonách
Stručný přehled
Zdroj: 
- 1946–1955: Birmingham & District League
- 1955–1957: Birmingham & District League (Division One)
- 1957–1958: Birmingham & District League (Division Two)
- 1958–1960: Birmingham & District League (Division One)
- 1960–1962: Birmingham & District League
- 1965–1986: West Midlands Regional League (Premier Division)
- 1986–1990: Southern Football League (Midland Division)
- 1990–2001: Southern Football League (Premier Division)
- 2001–2002: Southern Football League (Western Division)
- 2002–2003: Southern Football League (Premier Division)
- 2003–2004: Southern Football League (Western Division)
- 2004–2011: Southern Football League (Premier Division)
- 2011–2012: Southern Football League (Division One South & West)
- 2012–2014: Northern Premier League (Division One South)
- 2014–2018: Northern Premier League (Premier Division)
- 2018–2019: Southern Football League (Premier Division Central)

Jednotlivé ročníky
Zdroj: 
Legenda: Z – zápasy, V – výhry, R – remízy, P – porážky, VG – vstřelené góly, OG – obdržené góly, +/- – rozdíl skóre, B – body, červené podbarvení – sestup, zelené podbarvení – postup, fialové podbarvení – reorganizace, změna skupiny či soutěže
| Sezóny  | Liga                                                 | Úroveň | Z  | V  | R  | P  | VG | OG  | +/- | B  | Pozice |
| ------- | ---------------------------------------------------- | ------ | -- | -- | -- | -- | -- | --- | --- | -- | ------ |
| 2009/10 | Southern Football League (Premier Division)          | 7      | 42 | 21 | 17 | 4  | 84 | 53  | +31 | 70 | 8.     |
| 2010/11 | Southern Football League (Premier Division)          | 7      | 40 | 5  | 9  | 26 | 24 | 107 | -83 | 24 | 21.    |
| 2011/12 | Southern Football League (Division One South & West) | 8      | 40 | 15 | 6  | 19 | 55 | 56  | -1  | 51 | 12.    |
| 2012/13 | Northern Premier League (Division One South)         | 8      | 42 | 23 | 5  | 14 | 79 | 65  | +14 | 74 | 7.     |
| 2013/14 | Northern Premier League (Division One South)         | 8      | 40 | 29 | 4  | 7  | 80 | 38  | +42 | 91 | 1.     |
| 2014/15 | Northern Premier League (Premier Division)           | 7      | 46 | 13 | 20 | 13 | 56 | 48  | +8  | 59 | 11.    |
| 2015/16 | Northern Premier League (Premier Division)           | 7      | 46 | 17 | 11 | 18 | 53 | 63  | -10 | 62 | 13.    |
| 2016/17 | Northern Premier League (Premier Division)           | 7      | 46 | 13 | 12 | 21 | 46 | 70  | -24 | 51 | 19.    |
| 2017/18 | Northern Premier League (Premier Division)           | 7      | 46 | 13 | 10 | 23 | 48 | 76  | -28 | 45 | 23.    |
| 2018/19 | Southern Football League (Premier Division Central)  | 7      | 42 | 6  | 14 | 22 | 26 | 66  | -40 | 32 | 21.    |

Poznámky
- 2017/18: Klubu byly svazem odebrány čtyři body za porušení stanov soutěže.[2]